# Головня, Евгения Викторовна
Евгения Викторовна Головня (10 апреля 1944, Москва — 1 декабря 2016, Москва) — советский, затем российский кинорежиссёр, сценарист и продюсер, педагог. Почётный деятель искусств города Москвы (2011).

## Биография
Родилась в Москве, в семье кинематографистов. Дед — Анатолий Дмитриевич Головня, — известный советский кинооператор, один из основателей русской операторской школы, профессор ВГИКа, заведующий кафедрой операторского искусства. Бабушка — актриса немого кино, мать — главный редактор творческого объединения на ЦСДФ.
Окончила инженерный физико-химический факультет Московского химико-технологического института им. Д.И. Менделеева, затем отделение режиссуры неигрового кино высших курсов режиссёров и сценаристов (мастерская В. Трошкина), затем курсы повышения квалификации по специальности «режиссёр теле- и видеофильма».
Работала внештатным журналистом в газетах «Вечерняя Москва», «Социалистическая индустрия», в журналах «Смена», «Крестьянка», «Молодая гвардия».
В 1976—1990 гг. — режиссёр ЦСДФ. В 1990—1992 гг. — художественный руководитель студии «ЭГО» Всесоюзного центра кино и телевидения для детей и юношества (ныне — «Фонд Ролана Быкова»).
В 1993—1994 гг. — директор студии документальных фильмов ТО «Экран».
В 1994—1998 гг. — художественный руководитель, режиссёр и продюсер студии «Архив — Коллекция».
В 1998—2000 гг. — продюсер отдела фильмопроизводства ТТЦ «Останкино». С 1999 года — генеральный директор и режиссёр студии «Золотая лента».
В 1982—1993 гг. преподавала монтаж во ВГИКе и на ВКСР.
С 2004 г. преподавала курс «Основы режиссуры» на философском факультете МГУ.
В кино более пятидесяти работ.

## Фильмография

### Режиссёрские работы
- 1975 — День, когда начиналось лето
- 1976 — Мода: за и против
- 1982 — Этюд для домино с роялем (игровой короткометражный)
- 1984 — Новая жизнь старой Москвы
- 1985 — Каникулы в Москве
- 1986 — И наша жизнь — кино!
- 1988 — Лимита, или четвёртый сон
- 1990 — Изменницы
- 1992 — Вся власть любви!
- 1993 — Москва... Конец тысячелетия
- 1995 — Фёдор Конюхов. Перед стартом
- 1995 — Не казните моего убийцу (5-серийный телевизионный документальный фильм)
- 1997 — Мартовщина (в проекте «100 фильмов о Москве»)
- 1997 — Москва. Образы любви
- 1998 — Никс и Кукры
- 1998 — Сергей Михалков. Жил высокий гражданин
- 1999 — Майя Плисецкая. Танцуя музыку...
- 2000 — Империя под ударом (игровой телесериал, режиссер хроникальных эпизодов)
- 2000 — Ощущение века (цикл документальных короткометражных фильмов)
- 2000 — Сергей Бондарчук
- 2001 — Юрий Гагарин. Сын, брат, отец
- 2001 — Мы из Москвы (документальная трилогия)
- 2002 — Ты победил!
- 2002 — Портрет семьи художника
- 2003 — Старый, старый новый год
- 2005 — Анатолий Головня и его женщины
- 2010 — Проклятье №...
- 2011 — Юрий Щекочихин. Однажды я был...
- 2015 — «Россия 360» («Студия Золотая Лента») о вертолётном перелёте вокруг России за 56 дней.[3]

### Сценарии
- 1976 — Тайна энкаустики
- 1988 — Лимита, или четвёртый сон
- 1990 — Изменницы (совместно с О. Головня)
- 1992 — Вся власть любви! (совместно с Е. Прохоровой)
- 1993 — Москва... Конец тысячелетия (совместно с Е. Прохоровой)
- 1995 — Не казните моего убийцу (совместно с Анатолием Чижиковым)
- 1999 — Двадцать четыре часа из жизни провинции. Город Борисоглебск
- 1999 — Че. Че. О, или Дорога к дому
- 2000 — Сергей Бондарчук
- 2004 — Иван Павлов (в цикле «Цивилизация»)
- 2004 — Альбом для царевича
- 2005 — Улица любви
- 2008 — Третья версия второй мировой войны
- 2011 — Затерявшиеся в полях
- 2011 — Юрий Щекочихин. Однажды я был...

### Продюсер
- 1994 — История повторяется
- 1995 — Майя Плисецкая. Полет
- 1995 — Казимир Малевич. Освобождённое ничто (продюсер русской версии)
- 1995 — Бульварный роман (исполнительный продюсер)
- 1995 — Фёдор Конюхов. Перед стартом
- 1995 — Не казните моего убийцу (сопродюсер)
- 1997 — Москва. Образы любви
- 1998 — Никс и Кукры
- 2000 — Ощущение века (документальный сериал)
- 2001 — Мы так дружно и весело жили (сопродюсер)
- 2004 — Дом для пешехода
- 2004 — Главный инженер Советского Союза
- 2005 — Улица любви
- 2005 — Русский художник Алексей Шмаринов
- 2006 — Золото Кремля
- 2006 — Наследники победы (цикл из 15-и документальных фильмов)
- 2006 — Звёздный городок... Союз (38 выпусков телевизионной программы)
- 2007 — Обезьяны в Сибири жить не могут
- 2007 — Всё что нужно - это любовь (5-и серийный телевизионный фильм)
- 2007 — Поймать обезьяну
- 2008 — Третья версия второй мировой войны
- 2009 — Всё, что нужно - это любовь